# Техасский университет в Эль-Пасо
Техасский университет в Эль-Пасо (англ. The University of Texas at El Paso; сокр. UT El Paso или UTEP) — американский государственный исследовательский университет в Эль-Пасо, штат Техас.
Является членом системы Техасского университета. Техасский университет в Эль-Пасо — второй по величине университет в Соединенных Штатах, в котором большинство студентов мексиканского происхождения (около 80 %) после Техасского университета долины Рио-Гранде.

## История
16 апреля 1913 года губернатор Техаса подписал билль «SB 183» о выделении средств для нового учебного заведения — Государственной школы горного дела и металлургии (State School of Mines and Metallurgy), которое стало вторым старейшим учебным заведением в системе Техасского университета. Школа официально открылась 28 сентября 1914 года с 27 учениками и работала в зданиях, принадлежащих бывшему Военному институту Эль-Пасо (El Paso Military Institute), на территории, прилегающей к Форт-Блисс. К 1916 году набор учащихся в школу вырос до 39 студентов.
29 октября 1916 года сильный пожар уничтожил главное здание школы, что повлекло за собой её перенос — новое школьное здание было построено в 1917 году на его нынешнем месте на земле, подаренной несколькими жителями Эль-Пасо. Попечительский совет Техасского университета в 1919 году изменил название учебного учреждения сначала на Департамент горного дела и металлургии (Department of Mines and Metallurgy), а в 1920 году на — Колледж горного дела и металлургии Техасского университета (College of Mines and Metallurgy of the University of Texas). Название колледжа было снова изменено в 1949 году на Техасский западный колледж Техасского университета (Texas Western College of The University of Texas).
В 1961 году в этом колледже был организован первый в стране класс Корпуса мира. Когда в 1967 году 60-й Законодательный орган штата Техас определил Техасский университет как систему Техасского университета, название колледжа было изменено на Техасский университет в Эль-Пасо. И хотя закон 1967 года определил «UT El Paso» в качестве официального сокращенного названия учебного заведения, оно чаще упоминается как «UTEP». Кампус университета существенно расширился в 1976 году за счет завершения строительства Инженерно-научного комплекса. В том же году был основан Колледж медсестер. Шестиэтажная университетская библиотека впервые открыла свои двери для публики в 1984 году. Университетский кампус является одним из немногих мест в мире за пределами Бутана или Тибета, где есть здания, построенные в архитектурном стиле дзонг. Он расположен на склонах холмов с видом на реку Рио-Гранде, отсюда через границу Мексики и США открывается вид на мексиканский город Сьюдад-Хуарес.

## Деятельность
Техасский университет в Эль-Пасо имеет в своём составе девять колледжей и школ, каждая из которых предлагает различные программы образования, включая бакалавриат, магистратуру и аспирантуру — университет предлагает 74 степени бакалавра, 76 степеней магистра и 22 докторские степени.
Журнал Hispanic Business дважды называл Техасский университет в Эль-Пасо лучшей инженерной школой для выходцев из Латинской Америки. Национальный научный фонд назвал его образцовым учреждением передового опыта, одним из шести в стране.
Президентом университета является Хизер Уилсон, которая сменила на этом посту Диану Наталисио, возглавлявшую Техасский университет в Эль-Пасо в течение 31 года: с 1988 по 2019.